# Vikingbank

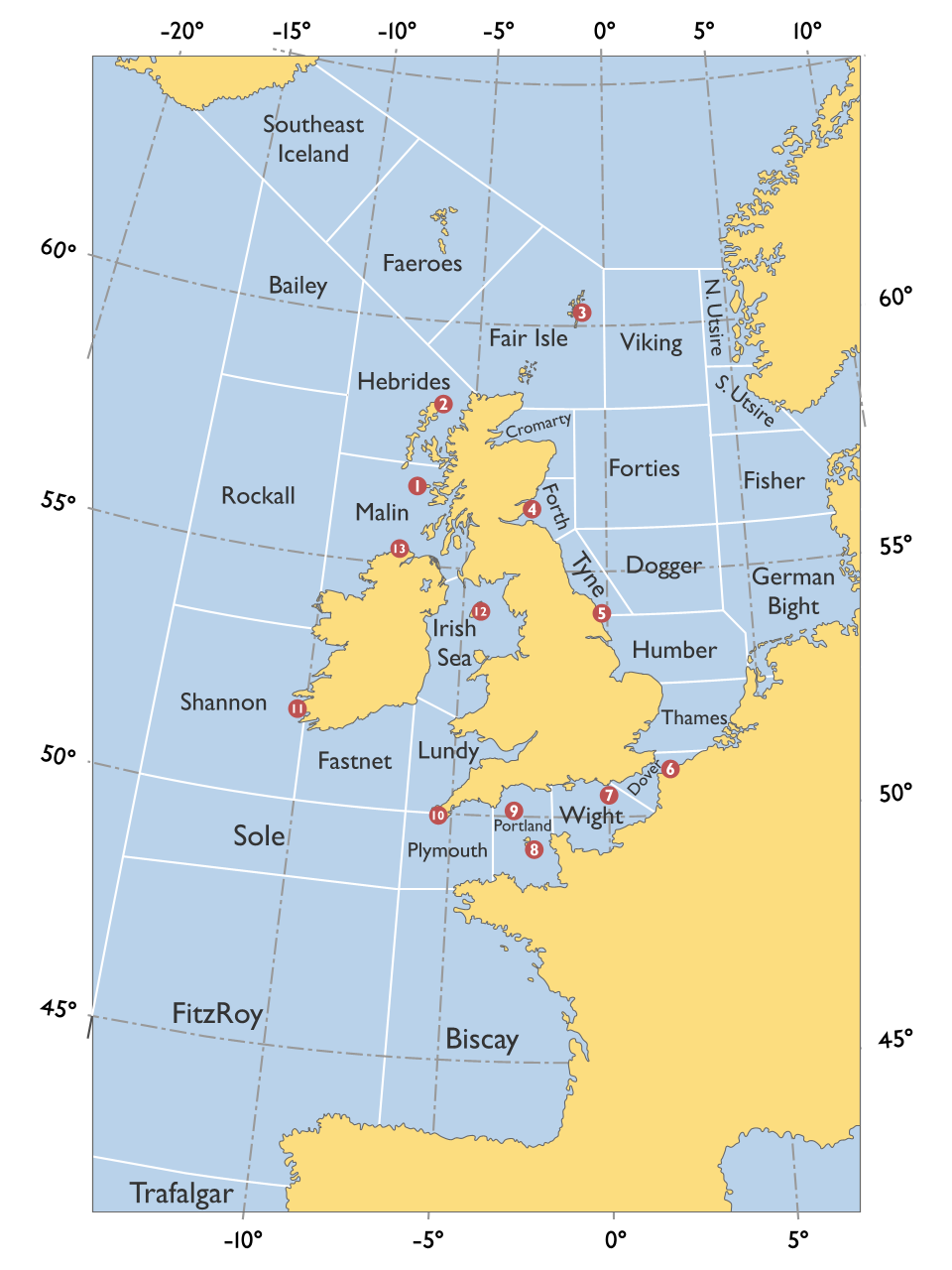
Karte der Seegebiete gemäß dem Sprachgebrauch des Seewetterdienstes (Shipping Forecast) der BBC

Die Vikingbank (unter Einbeziehung der angrenzenden Bergenbank auch Viking-Bergen-Bank) ist eine große unter dem Meeresspiegel liegende Sandbank in der nördlichen Nordsee, im Seegebiet Viking, zwischen den Shetlandinseln und Norwegen.

## Geographie

### Lage
Die Vikingbank befindet sich in der nördlichen Nordsee ungefähr in der Mitte zwischen den Shetlandinseln und Norwegen.
Das Westende der Sandbank ist ca. 100 Kilometer von der Ostküste der Shetlandinseln, ihr Ostende ca. 150 Kilometer von der norwegischen Westküste entfernt.

### Ausdehnung
Die Vikingbank ist ca. 150 Kilometer lang (in Nord-Süd-Richtung) und ca. 100 Kilometer breit (in West-Ost-Richtung).
Die Flächenausdehnung beträgt ca. 10.000 Quadratkilometer.

## Geschichte

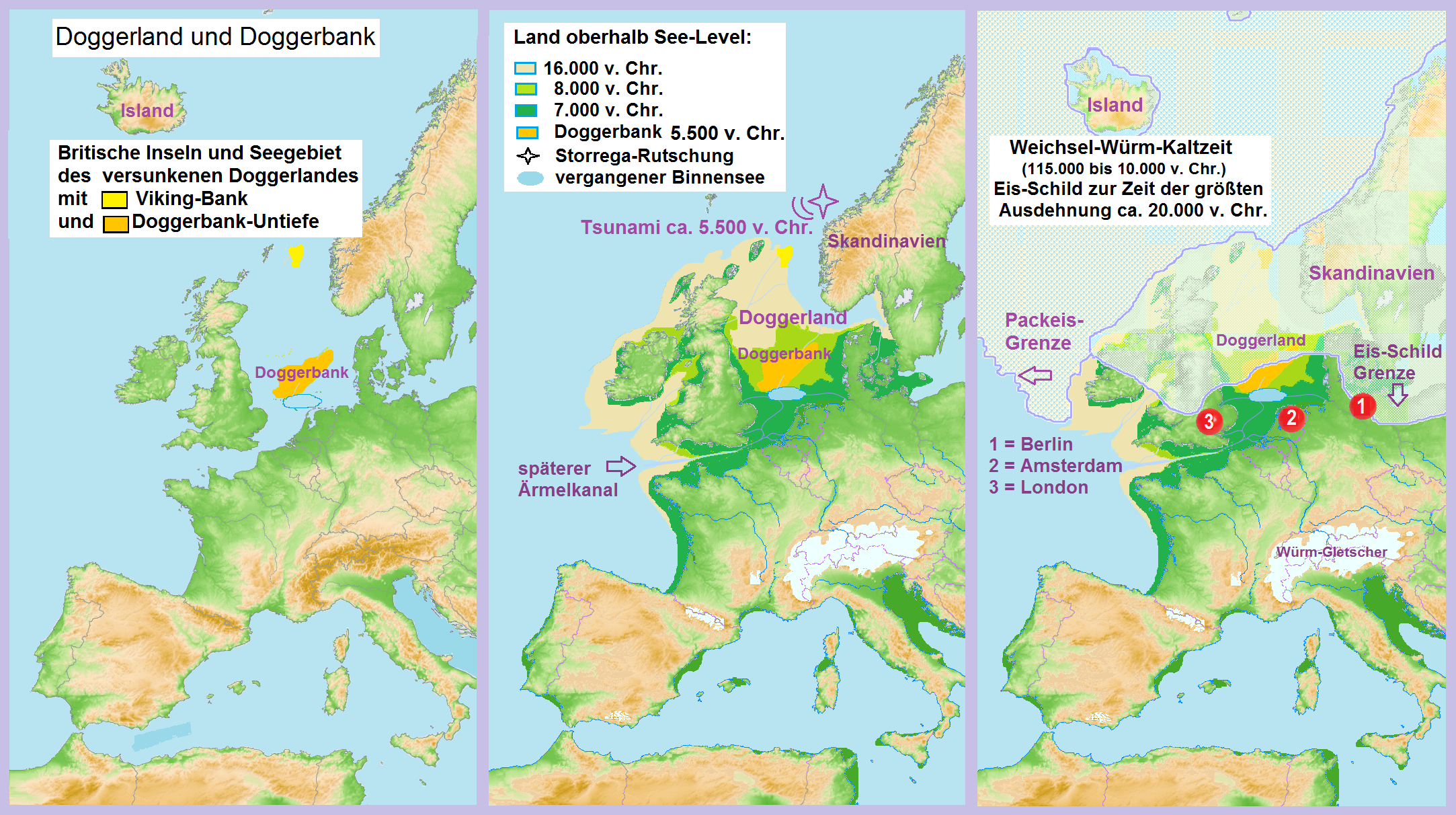
Die großen Sandbänke der Nordsee (Vikingbank zwischen den Shetlandinseln und Norwegen, im Süden die Doggerbank): geographische Situation von 2000 (links) sowie Weichsel- und Würm-Kaltzeit (rechts)

Kartenskizze mit der Viking-Bergen-Bank (damals Insel Viking-Bergen) im frühen Holozän

Entstanden ist die Vikingbank wahrscheinlich als Moränenbildung im Pleistozän.
Vor 7000 Jahren lag der Meeresspiegel ca. 100 m tiefer als heute.
Die Nordseeküste befand sich damals ca. 600 Kilometer nördlich ihrer heutigen Position, und der britische und der norwegische Eisschild hatten sich getrennt, und dazwischen eine Lücke offen gelassen. 
Es wurden Steinartefakte auf der Vikingbank und in der Nordsee gefunden.
Diese Steinartefakte müssen zur Zeit der Landbrücke zwischen den Shetlandinseln und Norwegen (Zeit der Weichselvereisung bis ca. 10000 v. Chr.) dort hingelangt sein.
Mit dem Abschmelzen des Eises am Ende der Weichseleiszeit stieg der Meeresspiegel und überflutete die früheren Siedlungsplätze (Flandrische Transgression 7000 bis 5000 v. Chr.).
Die Vikingbank wurde wahrscheinlich durch Tsunamis infolge der Storegga-Rutschung überspült.
Die durch diese unterseeische Rutschung ausgelöste Welle überrollte die nur wenige Meter über dem damaligen Meeresspiegel liegende Vikingbank.

## Wirtschaft
Die Vikingbank gilt als gutes Fischfanggebiet. Fischarten wie z. B. Kabeljau und Scholle halten sich wegen des etwas wärmeren Wassers bevorzugt in den flachen Wasserzonen auf.